# Milupa
Milupa (seit 1. März 2021 Nutricia Milupa GmbH, davor: Milupa GmbH, Milupa AG, Milupa GmbH & Co. KG, Milupa Nutricia GmbH) ist eine Marke von Säuglings- und Kleinkindernahrung. Als eigenständiges Unternehmen war Milupa 1921 in Friedrichsdorf gegründet worden und gehörte später bis 2007 zum niederländischen Konzern Numico, der seinerseits von Danone übernommen wurde.
Die Produktpalette von Milupa umfasst Flaschenmilchnahrung (beispielsweise Aptamil, Milumil), Kinderbreie, Spezialnahrungen für Frühgeborene und Kinder mit besonderen Ernährungsbedürfnissen sowie Produkte für Schwangere.

## Unternehmensgeschichte

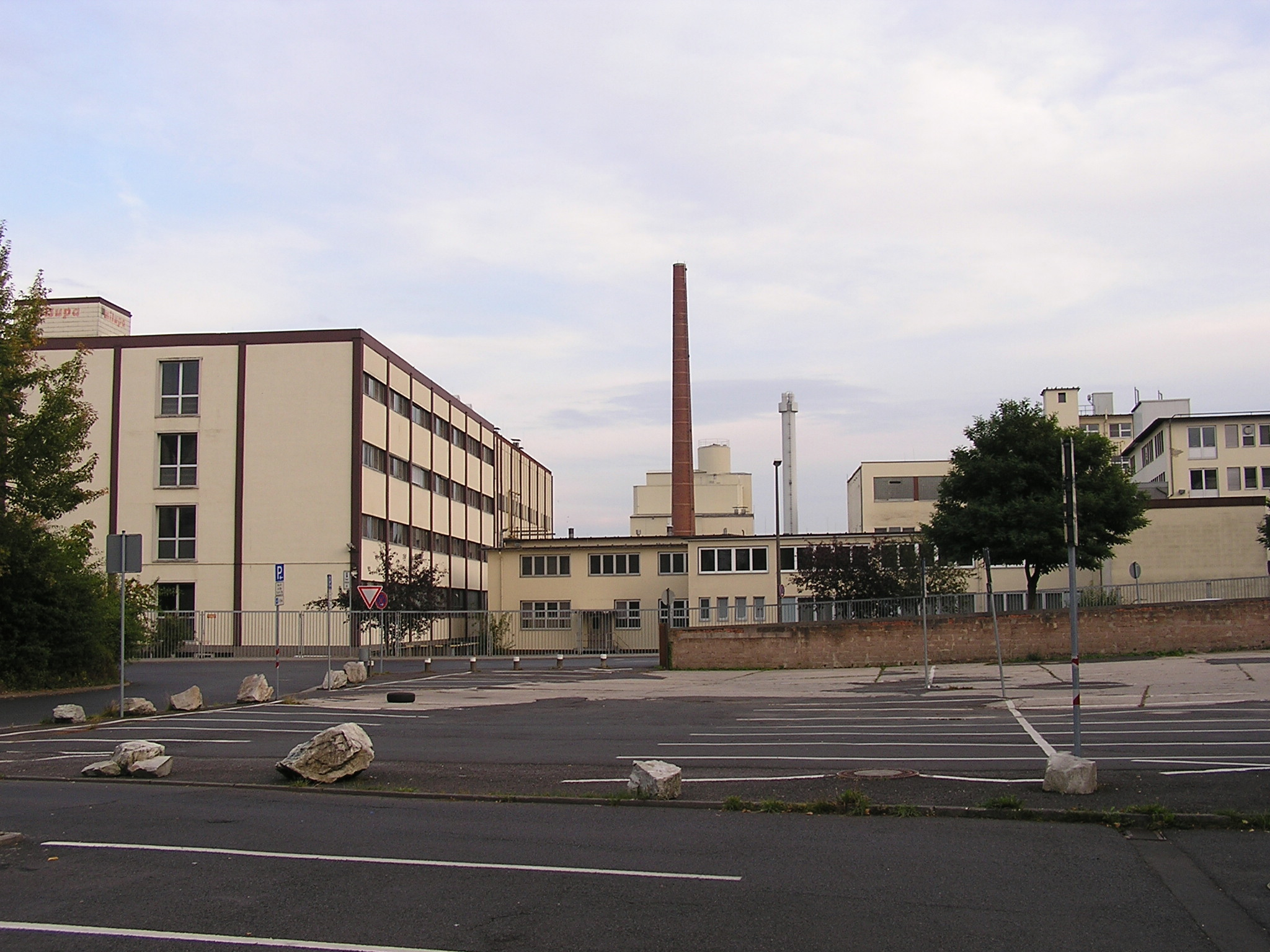
Ehemalige Produktions- und Laborgebäude der Milupa auf dem Gelände zwischen Bahn- und Professor-Wagner-Straße

Historisches Logo

Der Bäcker und Konditor Emil Louis Pauly (1875–1938), ein Enkel des Begründers der Pauly-Zwiebackdynastie Henry Frederic Pauly, begründete 1903 in Bad Homburg vor der Höhe eine eigene Zwieback-Fabrik. Das Unternehmen, das auch Schokolade produzierte, entwickelte sich so gut, dass er es nach sieben Jahren samt Firmennamen an Adolf Schwab verkaufte.
1921 begründete Emil Pauly dann zusammen mit dem Bäcker Robert Lauer ein neues Unternehmen: die Friedrichsdorfer Zwieback- und Nährmittelfabrik Pauly GmbH. Robert Lauer hatte bereits 1902 auf seinem Grundstück in der Neugasse, der heutigen Bahnstraße, zwei Backöfen und ein Backhaus errichten lassen. Nunmehr wurde ein neues Fabrikgebäude erbaut, in dem neben Zwieback auch Kekse, Schokolade und Zuckerwaren hergestellt wurden.
Robert Lauer schied aus der Zusammenarbeit aus und schloss sich mit dem Briefträger Robert Pauly zusammen, um als Pauly, Lauer und Cie zu firmieren und damit vom bekannten Zwiebacknamen Pauly zu profitieren. 1933 pachtete schließlich die Homburger Zwiebackfabrik Wilhelm Hett den Betrieb.
Modern war der Gedanke Emil Paulys, einen eigenen Markennamen zu entwickeln. Dafür konnte er allerdings nicht seinen eigenen verwenden, denn den hatte er bereits mit dem alten Unternehmen verkauft. Er ließ dafür von seinem Vornamen das „E“ weg und fügte an die so erhaltene Vorsilbe „Mil“ seinen Nachnamen, dessen Vokale „A“ und „U“ er um- und den Konsonanten „P“ in die Mitte stellte, wodurch „Milupa“ entstand.
Unter dem Namen Milupa wurden in den Jahren 1927 bis 1930 insbesondere die Schokoladenartikel produziert. Neben dem festen Zwieback stellte man sich nun mehr und mehr auf Kindernährmittel um, fertigte also zunächst aus gemahlenen Haferzwieback Breie und Säuglingsnahrung. Ziel war es, jederzeit verfügbare Fertignahrung anzubieten. Diese Säuglingsnahrung auf Vollkornbasis kam unter der Bezeichnung Paulys Nährspeise in den Handel. Nicht essen, sondern ernähren war seine neue Devise.
Am 1. August 1933 verkaufte Emil Pauly gegen einen Rentenvertrag sein durch die Weltwirtschaftskrise angeschlagenes Unternehmen an Philipp Bender und Heinz Koch. Bender übernahm den Produktionsbereich und die Verwaltung der Gebäude, hingegen leitete Koch die Werbung und den Verkauf. Ausgebaut wurde primär der Markt in den Reformhäusern.
Während des Zweiten Weltkrieges stieg der Umsatz weiter an und erreichte 1944 3,5 Millionen Reichsmark. In den letzten Kriegsjahren und auch noch zu Beginn der Nachkriegszeit wurden nicht nur Kinder, sondern auch viele Erwachsene mit den Kindernährmitteln versorgt. Folglich ging mit der Währungsreform 1948, als wieder Grundnahrungsmittel erhältlich waren, der Umsatz erheblich zurück. Doch schon während des Krieges hatte das Unternehmen mit eigens angeschafften Maschinen Bonbons produziert, so dass jetzt ein breites Sortiment aufgebaut wurde.
1946 trat Georg Denfeld, erfahren in der Zwiebackbranche, in das Unternehmen ein. Er optimierte die Werbe- und Verkaufsorganisation, indem ein Alleinvertreter-System mit Auslieferungslagern aufgebaut wurde. Milupa-Säuglingsnahrung war nun in Apotheken, Reformhäusern, Drogerien und ausgesuchten Geschäften unter Preis- und Vertriebsbindung erhältlich. Direkt wandte man sich an Entbindungsanstalten, Hebammen und Säuglingsschwestern, an die kostenlose Werbegeschenke verteilt wurden. Verstärkt nutzte man auch die zahlreichen ausliefernden Speditionslastwagen als Werbeträger, organisierte Kongresse und verlegte Bücher für junge Mütter.
Ein neues Produkt kam 1950 auf den Markt: Hafer-Trocken-Schleim in einer neuen Flockenform, die sich schnell und unkompliziert zubereiten ließ. Zwar zollten die Verbraucher dem Artikel breite Anerkennung, doch versuchte bis 1958 die Haferflockenindustrie das entsprechende Patent zu verhindern. Unterdessen entwickelte das expandierende Unternehmen die Anschlussnahrung Milana sowie eine Honigmilch in haltbarer, dosierfähiger Pulverform. 1954 kam erstmals die Diätnahrung Dr.-Kousa-Vollweizen-Gel auf den Markt, der 1959 der Instantgrieß Miluvit folgte. Vor allem die 1969 eingeführte Milumil, deren perlierte Form die Dosierung erleichtern sollte, eroberte den Markt der Kindernahrung, ließ aus der Milupa ein Weltunternehmen werden.
1969 gab es im gesamten Bundesgebiet 18 Niederlassungen mit je 10 selbständigen Handelsvertretern und deren Auslieferungslagern, einen wissenschaftlichen Mitarbeiter sowie einen Fachreisenden (Springer). Weitere Niederlassungen und Produktionsstätten bestanden auch im Ausland, so in Italien, Spanien, Frankreich, Österreich und Belgien. 1200 Mitarbeiter des Werkes sorgten für einen Jahresumsatz von weit über 100 Millionen D-Mark.
Das Friedrichsdorfer Stammhaus wurde durch den Ankauf von Nachbargrundstücken erweitert, auf denen neue Gebäude errichtet wurden. 1969 kaufte die Dr.-Herbert-Quandt-Gruppe die Milupa-Pauly GmbH und wandelte sie in eine Aktiengesellschaft um. Da Friedrichsdorf keinen Platz zur Erweiterung der Produktionsstätten bot, wurde in Fulda eine weitere Betriebsstätte gebaut.
Anfang der 1980er Jahre stellte sich heraus, dass der Milupa-Kindertee in Verbindung mit Produktbeigaben das Nursing-Bottle-Syndrom extrem förderte. Dutzende Betroffene zogen vor Gericht, Milupa versuchte auf zahnärztliche Gutachter einzuwirken, schließlich wurde 1991 aber vom Bundesgerichtshof letztinstanzlich entschieden, dass aufgrund der aggressiven Vermarktung und nicht ausreichender Warnhinweise ein Schmerzensgeld an die Betroffenen zu leisten ist.
1995 ging das Unternehmen in den Besitz des niederländischen Konzerns Nutricia über, der später in Numico aufging. Im Jahre 2003 begann eine umfangreiche Restrukturierung von Milupa, die auch die Umfirmierung in Milupa GmbH umfasste. 2005 wurde die Produktion in Friedrichsdorf eingestellt und ins Ausland (Polen, Spanien, England) verlagert. Die Fertigung der Pulmoll-Hustenbonbons wurde an Kalfany abgegeben. 2011 wurden die Produktionsgebäude abgerissen, es blieben nur die zwei Verwaltungsgebäude und die ehemalige Teefabrik in der Industriestraße erhalten. Auf der frei gewordenen innerstädtischen Fläche entstanden ein Einkaufszentrum mit 12.000 Quadratmetern Fläche und 40 Geschäften sowie eine kompakte Wohnbebauung. Das ehemalige Hochregallager in der Max-Planck-Straße wurde 2021 durch den Neubau eines Amazon-Vertriebszentrums ersetzt.
Die Gesellschaft Nutricia Milupa GmbH firmierte am 1. November 2022 zur Danone Deutschland GmbH um und verschmolz mit mehreren anderen Konzerngesellschaften, darunter die bisherige Danone GmbH mit Sitz in Haar bei München. Die Gesellschaft mit Sitz in Frankfurt ist damit Trägerin der Geschäfte des Konzerns in Deutschland. Der Name Milupa bleibt als Marke von Danone weiter in Verwendung. Eine Gesellschaft namens Milupa GmbH und Sitz in Fulda bleibt weiterhin aktiv.